# Prosinec 2008
1. prosince – pondělí
 V polské Poznani začala 14. světová konference o klimatických změnách, jejímž hlavním cílem je vytvoření rámce pro dokumentu, který má nahradit tzv. Kjótský protokol.
 Italské Benátky byly postiženy nejhorší povodní za posledních 20 let. Na vrcholu přílivu stoupla mořská hladina o 156 cm a zaplavila téměř všechny ulice, včetně slavného náměstí svatého Marka.
2. prosince – úterý
 Rakousko má po předčasných volbách novou koaliční vládu složenou z SPÖ a ÖVP, spolkovým kancléřem se stal předseda SPÖ Werner Faymann.
3. prosince – středa
  Český ministr zahraničí Karel Schwarzenberg v norské metropoli Oslu podepsal mezinárodní dohodu o zákazu kazetové munice.
4. prosince – čtvrtek
   Evropský soudní dvůr v Lucemburku odsoudil Českou republiku za nepřevedení společných pravidel EU o rovnosti mužů a žen v systémech sociálních zabezpečení pracovníků do české legislativy.
5. prosince – pátek
- Ve věku 79 let zemřel moskevský patriarcha Alexij II., hlava ruské pravoslavné církve od roku 1990. Alexij II. vrátil církvi někdejší vliv a udržoval těsné vztahy s Kremlem.[6][7]

6. prosince – sobota
   Česká režisérka Helena Třeštíková převzala v Kodani cenu Evropské filmové akademie Prix Arte 2008 v kategorii dokument za snímek René.
 Zvolený prezident USA Barack Obama představil plán na vytvoření 2,5 milionu pracovních míst za pomoci největší investice do infrastruktury od 50. let 20. století, snížení spotřeby energie a modernizace škol.
7. prosince – neděle
 V řeckých městech se v noci šířily střety mezi mladými lidmi a policií, které zasáhly Atény, Soluň, Krétu a Korfu.
8. prosince – pondělí
 Evropská unie schválila první námořní vojenskou operaci ve své historii, jejímž cílem je bránit útokům pirátů u somálských břehů.
9. prosince – úterý
   V Kosovu převzala Evropská unie od OSN správu mise EULEX a zahájila tak největší civilní operaci za svými hranicemi.
10. prosince – středa
 Švédský král Carl XVI. Gustaf předal ve Stockholmu Nobelovy ceny za literaturu, ekonomii, lékařství, fyziku a chemii.
 Na stálém vzestupu je epidemie cholery v Zimbabwe. Přes tvrzení oficiálních míst, že situace je pod kontrolou, je doposud ze zdrojů Světové zdravotnické organizace hlášeno 775 obětí a přes 15 000 nakažených, jejich počet neustále roste.
 Poté, co byla v úterý obnovena koalice Bloku Julie Tymošenkové a Naší Ukrajiny, prohlásila premiérka Julie Tymošenková ukrajinskou politickou krizi za překonanou. Část Juščenkovy Naší Ukrajiny však považuje smlouvu za neplatnou.
11. prosince – čtvrtek
 V Bruselu byl zahájen summit hlav členských států Evropské unie věnovaný zejména tzv. klimaticko-energetickému balíčku, plánu pomoci postiženým ekonomickou krizí a Lisabonské smlouvě.
 Nezařazený poslanec Michal Pohanka, původně zvolený na kandidátce ČSSD, oznámil, že složil svůj poslanecký mandát. Na jeho místo by měla nastoupit Irena Kočí, níže postavená na krajské kandidátce ve volbách 2006.
12. prosince – pátek
  Švýcarsko vstoupilo do schengenského prostoru a otevřelo své pozemní hraniční přechody se zeměmi EU, na letištích kontroly zruší od 29. března 2009.
13. prosince – sobota
 V polské Poznani skončila konference OSN o klimatických změnách dohodou o výši adaptačního fondu, který má nejchudším státům pomoci zmírnit dopady globálního oteplování.
15. prosince – pondělí
 V indonéské Jakartě byla podepsána nová smlouva společenství ASEAN, která stanovuje podmínky pro volný pohyb zboží a pracovní síly v rámci sdružení a má posílit význam ASEAN v Asii i ve světě.
  Černohorský premiér Milo Djukanović v Paříži oznámil, že Černá Hora formálně požádala o přijetí do Evropské unie.
16. prosince – úterý
 Novým předsedou Akademie věd České republiky byl zvolen fyzikální chemik a současný její místopředseda profesor Jiří Drahoš.
19. prosince – pátek
 Kopřivnická automobilka Tatra oznámila, že vzhledem ke globální ekonomické krizi bude nucena v příštím roce propustit celkem 1400 zaměstnanců namísto doposud předpokládaných 820.
20. prosince – sobota
 Byl otevřen nový 10km úsek rychlostní silnice R6 (od roku 2016 značené dálnice D6) z Prahy do Pavlova.
22. prosince – pondělí
 Belgický král Albert II. přijal demisi z rukou premiéra Yves Leterma, což znamená rezignaci celé vlády. Za hlavní příčinu jejího pádu je uváděna finanční krize banky Fortis, působící v celém Beneluxu.
23. prosince – úterý
 Papežovy výroky na předvánoční promluvě ke spolupracovníkům z Římské kurie vyvolaly pobouření a protesty mezi homosexuály a transsexuály. Benedikt XVI. přitom prohlásil, že stejně jako je potřeba chránit přirozené životní prostředí, je potřeba chránit i lidskou přirozenost, kdy muž a žena respektují své role dané řádem stvoření a chránit člověka, aby nezničil sám sebe.
24. prosince – středa
 Zemřel anglický dramatik a básník Harold Pinter, pro rok 2005 laureát Nobelovy ceny za literaturu.
 Zemětřesení v oblasti severní Itálie o síle 5,2 Richterovy škály poškodilo několik historických budov včetně hradu Torrechiara.
27. prosince – sobota
 Zemřel americký politolog Samuel Huntington, známý především díky své práci nazvané Střet civilizací.
 Izraelské vojenské letectvo zaútočilo raketami na cíle teroristické organizace Hamas v Pásmu Gazy. Útoku předcházelo každodenní ostřelování měst v jižním Izraeli z tohoto území ovládaným islámskými radikály od ukončení příměří 19. prosince. Je hlášeno 155 obětí na životech.
28. prosince – neděle
 Izraelské vojenské letectvo pokračovalo v útocích na pásmo Gazy, jež si podle posledních údajů palestinských zdravotnických zdrojů citovaných agenturami od soboty už vyžádaly 282 mrtvých a přes 700 zraněných. Kromě toho je pravděpodobné, že se Izrael chystá v Gaze nasadit proti radikálnímu hnutí Hamás i pozemní síly, protože izraelská vláda mobilizovala 6500 záložníků.
29. prosince – pondělí
 Vnitrostátní krize v Thajsku pokračuje. Tisíce zastánců svrženého premiéra Šinavatry zatarasilo přístup do parlamentu a znemožnilo tak novému premiéru Apchisitu Vedžadžívovi pronést programové prohlášení nové vlády.
 Somálský prezident Abdullahi Yusuf Ahmed rezignoval poté, co nezískal podporu pro odvolání předsedy vlády Núra Hassana Hussajna, který dočasně převezme jeho funkci.
30. prosince – úterý
 Prezident Sarkozy svolal narychlo mimořádnou schůzku ministrů zahraničí EU do Paříže. Na programu bude hledání východiska z napjaté situace v palestinském pásmu Gazy.
31. prosince – středa
 Česká republika se o půlnoci ujme předsednictví Evropské unie na dalších šest měsíců.